# Microgale talazaci
Microgale talazaci är en däggdjursart som beskrevs av Major 1896. Microgale talazaci ingår i släktet långsvanstanrekar, och familjen tanrekar. IUCN kategoriserar arten globalt som livskraftig. Inga underarter finns listade i Catalogue of Life.
Arten blir 4 till 13 cm lång (huvud och bål) och därtill kommer en lika lång eller något längre svans. Vikten är 31 till 47 g. Den korta, täta och mjuka pälsen har på ovansidan en brun till svart färg. På undersidan förekommer oftast grå päls. Microgale talazaci har långa fingrar men de är inte särskild lämplig för att gräva i marken. Svansen används som gripverktyg. I svansen lagras ingen fett före vintern och arten blir inte slö under den kalla årstiden.
Denna tanrek förekommer på östra och norra Madagaskar. Den vistas i regioner som ligger 100 till 2300 meter över havet. Habitatet utgörs av tropiska fuktiga skogar.
Arten äter insekter och ibland små ryggradsdjur som grodor. Födan hittas främst med luktsinnet och hörseln. Individerna lever huvudsakligen ensam och ibland iakttas en hane och en hona tillsammans. Under parningstiden kan dessa djur vara aggressiva mot artfränder av samma kön. Parningen sker under våren eller sommaren. Honan är 58 till 63 dagar dräktig och föder sedan 1 till 3 ungar. Ungarna diar sin mor 28 till 30 dagar. Cirka 21 månader efter födelsen kan Microgale talazaci para sig för första gången.